# 小森谷徹
小森谷 徹（こもりや とおる、1965年8月11日 - ）は、日本のタレント、リポーター、ニュースキャスター、ラジオパーソナリティ、俳優である。株式会社ノット・コミュニケーションズに所属して活動するほか、長く母校の日本大学芸術学部で非常勤講師を務めていたが、現在は東北大学特任教授（客員）に就任し、
日本ウエルネス学会理事、NPO法人スーパーダディ協会常任理事でもある。身長は170センチメートル、血液型はO型である。

## 人物
群馬県桐生市出身。群馬県立桐生高等学校、日本大学芸術学部卒業。大学在学中に劇団東京サンシャインボーイズに参加。その後、花組芝居の中核として女形を数多くこなす一方、テレビやラジオでリポーターを多く務めるフリーアナウンサーとして活動。芸能事務所イーグル・ベイと業務提携を結んでいる。
1990年頃からTBSテレビの平日の情報番組で露出が急増し、2009年3月末に終了した『ピンポン!』と2009年7月後半から出演の『ひるおび!』はともに新聞記事コーナーで、「新聞マエストロ 小森谷徹」「新聞マイスター 小森谷徹」とそれぞれ字幕で紹介した。
自動車とゴルフを趣味としている。シェビー・バン、ポルシェ・ボクスター、ポルシェ・911カレラ4S（996型）を所有し、大型自動二輪車の運転免許を有する。2013年10月から「週刊パーゴルフ」でコラム『ゴルフが家族の合言葉』を連載している。
2007年3月16日に、10年9か月間務めたTOKYO MX『東京シティ競馬中継』の司会を終えた。テレビ中継のほかに大井競馬場のイベント司会も担当して大井競馬場所属の騎手や調教師らと交流があり、最終の出演日に内田博幸ら現役の騎手や調教師がスタジオで花束を渡した。大井競馬場所属の競走馬を数頭所有している。
2013年からぐんま観光特使を務める。2022年よりGOLF Net TV「マイナビネクストヒロイン」、ゴルフネットワーク「全米アマチュアゴルフ選手権」、「PGAツアー」実況などでも活躍中。

## 主な出演番組

### 現在の出演番組
ラジオ
- ジェーン・スー 生活は踊る - ススめて! 小森谷さん!（2016年4月 - 、TBSラジオ）
- 小森谷徹の「あした話したくなるラジオ」（2020年4月3日 - 、TBSラジオ）

CM
- メットライフ生命保険

### 過去の出演番組
テレビ
- ひるおび!（TBS）
- 新車ファイル クルマのツボ（tvk）
- 森口博子のメガキッズTV（テレビ東京）
- モーニングEye（TBS）
- 情報!もぎたてサラダ（TBS）
- ベストタイム（TBS）
- ジャスト（TBS）
- （特）情報とってもインサイト（TBS）
- きょう発プラス!（TBS）レポーター
- ピンポン!（TBS）
- 東京シティ競馬中継（TOKYO MX）
- NNN Newsリアルタイム（日本テレビ）“リアル特集”レポーター

ラジオ
- 小森谷徹 Mr.COMPASS（2015年3月30日 - 9月21日、TBSラジオ）
- 小森谷徹の目撃!偉人伝（2015年10月4日 - 2016年3月20日、TBSラジオ）
- Fine!!（2017年4月4日 - 2020年9月23日、TBSラジオ） - 火曜、水曜 担当